# Lac Doumic
Lac Doumic är en sjö i Kanada.   Den ligger i regionen Saguenay–Lac-Saint-Jean och provinsen Québec, i den östra delen av landet, 500 km nordost om huvudstaden Ottawa. Lac Doumic ligger 657 meter över havet. Arean är 4,8 kvadratkilometer. Den sträcker sig 4,1 kilometer i nord-sydlig riktning, och 4,1 kilometer i öst-västlig riktning.
I omgivningarna runt Lac Doumic växer i huvudsak blandskog. Trakten runt Lac Doumic är nära nog obefolkad, med mindre än två invånare per kvadratkilometer.